# Gerichtsbezirk Feldkirch
Der Gerichtsbezirk Feldkirch ist der örtliche Zuständigkeitsbereich des Bezirksgerichts Feldkirch im österreichischen Bundesland Vorarlberg.
Der Sitz des Bezirksgerichts befindet sich in der Bezirkshauptstadt Feldkirch. Der Gerichtsbezirk Feldkirch ist deckungsgleich mit dem politischen Bezirk Feldkirch und einer von fünf Gerichtsbezirken im Bundesland Vorarlberg. Als übergeordnetes Gericht fungiert – wie für alle Vorarlberger Bezirksgerichte – das Landesgericht Feldkirch.
Die Zuteilung der Gerichtssprengel in Vorarlberg erfolgte mit der Verordnung der Bundesregierung vom 19. Jänner 1971 über die Sprengel der in Vorarlberg gelegenen Bezirksgerichte im BGBl. Nr. 33/1971. Der Gerichtsbezirk Feldkirch wurde darin in § 5 festgelegt.

## Örtliche Zuständigkeit
Der Gerichtsbezirk erstreckt sich auf alle 24 Gemeinden des Bezirks Feldkirch, womit sich aktuell 112.728 Personen (1. Jänner 2024) in der Jurisdiktion des Bezirksgerichts befinden.
- Altach
- Düns
- Dünserberg
- Feldkirch
- Frastanz
- Fraxern
- Göfis
- Götzis
- Klaus
- Koblach
- Laterns
- Mäder
- Meiningen
- Rankweil
- Röns
- Röthis
- Satteins
- Schlins
- Schnifis
- Sulz
- Übersaxen
- Viktorsberg
- Weiler
- Zwischenwasser